# Эхо (газета, 1906)
«Э́хо» — ежедневная легальная социал-демократическая большевистская газета, издававшаяся на русском языке в столице Российской империи городе Санкт-Петербурге с 5 по 20 июля 1906 года.
Выходила вместо закрытой газеты «Вперед». Вышло 14 номеров. Руководил газетой и принимал в ней ближайшее участие Владимир Ильич Ленин, сотрудничали в ней многие виднейшие большевистские литераторы того периода.
Из 14 №№ газеты 10 №№ было конфисковано, за № 12 редактор был привлечен к судебной ответственности.
«Эхо» было закрыто накануне роспуска Первой Государственной думы.